# Phylloscopus amoenus
Phylloscopus amoenus е вид птица от семейство Phylloscopidae. Видът е световно застрашен, със статут Уязвим.

## Разпространение
Видът е разпространен в Соломоновите острови.